# Galactia rudolphioides
Galactia rudolphioides là một loài thực vật có hoa trong họ Đậu. Loài này được (Griseb.) Benth. & Hook.f. miêu tả khoa học đầu tiên.